# Sweat (Charli XCX e Troye Sivan)
Sweat è stato il quinto tour musicale della cantante britannica Charli XCX e il sesto del cantante australiano Troye Sivan, rispettivamente a supporto del sesto album in studio Brat (2024) e terzo album in studio Something to Give Each Other (2023).

## Antefatti e sviluppo
Charli XCX e Troye Sivan hanno collaborato per la prima volta al singolo 1999, pubblicato nel 2018. Per via della sua popolarità, un seguito del brano, intitolato appunto 2099, è stato reso disponibile l'anno seguente.
Sivan ha pubblicato il suo terzo album in studio Something to Give Each Other il 13 ottobre 2023, mentre Charli XCX ha pubblicato il suo sesto album in studio Brat il 7 giugno 2024. Nell'estate 2024 i due artisti hanno promosso separatamente i rispettivi progetti. Le date nordamericane del tour, fissato al periodo autunnale, sono state annunciate il 17 aprile 2024.

## Scaletta
Questa scaletta rappresenta quella del concerto a Toronto del 18 settembre 2024. Non è, pertanto, rappresentativa per tutti gli spettacoli del tour.
1. Got Me Started
2. What's the Time Where You Are?
3. My My My!
4. The 365 Remix with Shygirl and Easyfun
5. 360
6. Von Dutch
7. In My Room
8. Dance to This
9. Rager Teenager!
10. Club Classics
11. Unlock It
12. Sympathy Is a Knife
13. Guess
14. Bloom
15. Spring Breakers
16. Girl, So Confusing
17. One of Your Girls
18. Everything Is Romantic
19. Speed Drive
20. Apple
21. Silly
22. You
23. Stud
24. 365
25. Vroom Vroom
26. 1999
27. Track 10
28. I Love It
29. Honey
30. Rush
31. Talk Talk (remix)

## Date del tour
| Data              | Città         | Stato        | Luogo                    | Artisti d'apertura | Biglietti venduti / Biglietti disponibili | Incasso      |
| Nord America      | Nord America  | Nord America | Nord America             | Nord America       | Nord America                              | Nord America |
| ----------------- | ------------- | ------------ | ------------------------ | ------------------ | ----------------------------------------- | ------------ |
| 14 settembre 2024 | Detroit       | Stati Uniti  | Little Caesars Arena     | Shygirl            | 13.764 / 13.764                           | $1.250.442   |
| 16 settembre 2024 | Laval         | Canada       | Place Bell               | Shygirl            | 10.243 / 10.243                           | $699.750     |
| 18 settembre 2024 | Toronto       | Canada       | Scotiabank Arena         | Shygirl            | 14.901 / 14.901                           | $1.216.889   |
| 20 settembre 2024 | Columbus      | Stati Uniti  | Nationwide Arena         | Shygirl            | 14.400 / 14.400                           | $1.265.221   |
| 23 settembre 2024 | New York      | Stati Uniti  | Madison Square Garden    | Shygirl            | 14.493 / 14.493                           | $1.749.511   |
| 25 settembre 2024 | Filadelfia    | Stati Uniti  | Wells Fargo Center       | Shygirl            | 14.822 / 14.822                           | $1.376.312   |
| 26 settembre 2024 | Baltimora     | Stati Uniti  | CFG Bank Arena           | Shygirl            | 11.874 / 11.874                           | $1.113.859   |
| 28 settembre 2024 | Boston        | Stati Uniti  | TD Garden                | Shygirl            | 13.709 / 13.709                           | $1.378.021   |
| 30 settembre 2024 | Chicago       | Stati Uniti  | United Center            | Shygirl            | 14.950 / 14.950                           | $1.544.486   |
| 2 ottobre 2024    | Nashville     | Stati Uniti  | Bridgestone Arena        | Shygirl            | 9.062 / 9.062                             | $920.608     |
| 3 ottobre 2024    | Atlanta       | Stati Uniti  | State Farm Arena         | Shygirl            | 13.718 / 13.718                           | $1.112.926   |
| 5 ottobre 2024    | Miami         | Stati Uniti  | Kaseya Center            | Shygirl            | 13.403 / 13.403                           | $1.155.636   |
| 6 ottobre 2024    | Orlando       | Stati Uniti  | Kia Center               | Shygirl            | 13.642 / 13.642                           | $1.197.482   |
| 9 ottobre 2024    | Dallas        | Stati Uniti  | American Airlines Center | Shygirl            | 14.702 / 14.072                           | $1.395.809   |
| 11 ottobre 2024   | Denver        | Stati Uniti  | Ball Arena               | Shygirl            | 13.738 / 13.738                           | $1.275.868   |
| 13 ottobre 2024   | Phoenix       | Stati Uniti  | Footprint Center         | Shygirl            | 12.943 / 12.943                           | $1.202.027   |
| 15 ottobre 2024   | Inglewood     | Stati Uniti  | Kia Forum                | Shygirl            | 29.548 / 29.548                           | $3.193.958   |
| 16 ottobre 2024   | Inglewood     | Stati Uniti  | Kia Forum                | Shygirl            | 29.548 / 29.548                           | $3.193.958   |
| 18 ottobre 2024   | San Diego     | Stati Uniti  | Viejas Arena             | Shygirl            | 9.933 / 9.933                             | $1.020.313   |
| 20 ottobre 2024   | San Francisco | Stati Uniti  | Chase Center             | Shygirl            | 14.135 / 14.135                           | $1.425.899   |
| 22 ottobre 2024   | Portland      | Stati Uniti  | Moda Center              | Shygirl            | 13.549 / 13.549                           | $1.168.873   |
| 23 ottobre 2024   | Seattle       | Stati Uniti  | Climate Pledge Arena     | Shygirl            | 15.016 / 15.016                           | $1.366.527   |
| Europa            |               |              |                          |                    |                                           |              |
| 5 giugno 2025     | Barcellona    | Spagna       | Parc del Fòrum           | N.D.               | N.D.                                      | N.D.         |
| Totale            | Totale        | Totale       | Totale                   | Totale             | 296.545 / 296.545 (100%)                  | $28.030.417  |